# Arroz frito
El arroz frito es un plato de la cocina china. Su origen es un plato casero proveniente de China y del que se supone que procede de 4000 a. C., elaborado de una receta que incluye el arroz como ingrediente principal. Básicamente, consiste en un arroz cocido que se saltea a fuego alto y muy rápido en un wok con verduras como cebolla china, brotes de soja, repollo blanco, ajo, tortilla de huevo en trozos, carnes, salsa de soja y aceite.

## Denominaciones regionales
- Chile: arroz chaufán.

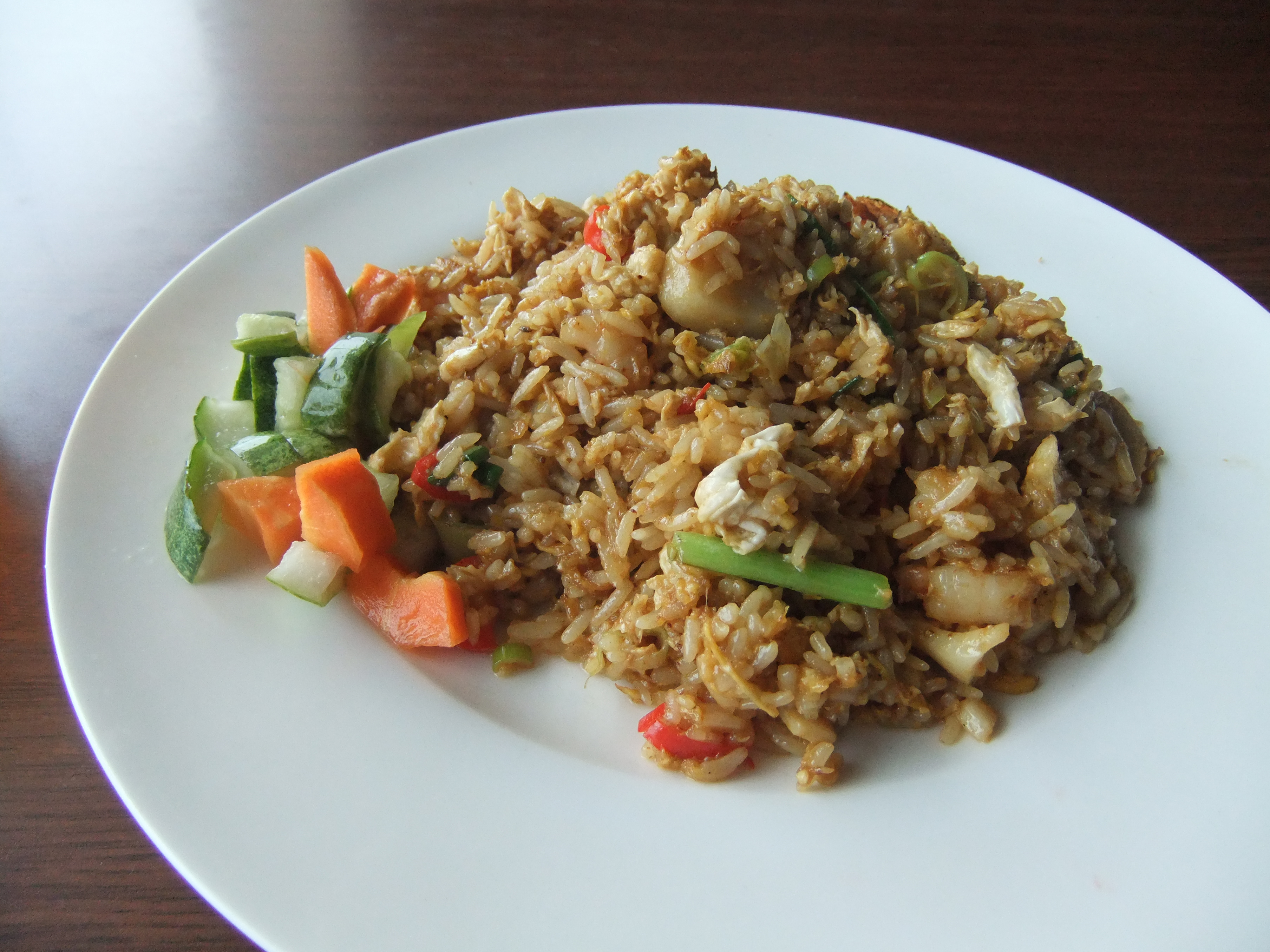
Arroz frito, popular plato asiático en América Latina.

- Colombia, Honduras, Venezuela, y Puerto Rico: arroz chino.
- Costa Rica y El Salvador: arroz cantonés.
- Ecuador: chaulafán.
- España: arroz tres delicias.
- Filipinas: morisqueta tostada
- Perú: arroz chaufa.
- Panamá y Paraguay: arroz frito.
- República Dominicana: chofán.
- Argentina: Chaw Fan

## Características
Existen decenas de variedades de arroz frito, cada una con su propia lista específica de ingredientes. En Asia las variedades más famosas incluyen el yangchow y arroz frito de Fukien. En los restaurantes del oeste de China que abastecían a la clientela extranjera, han ido inventando sus propias variedades de arroz frito, incluyendo el arroz frito con huevo, el arroz frito (picante) de Singapur (que curiosamente no está realmente disponible en Singapur) y el “arroz frito especial” que se encuentra por todas partes. 

### Ingredientes

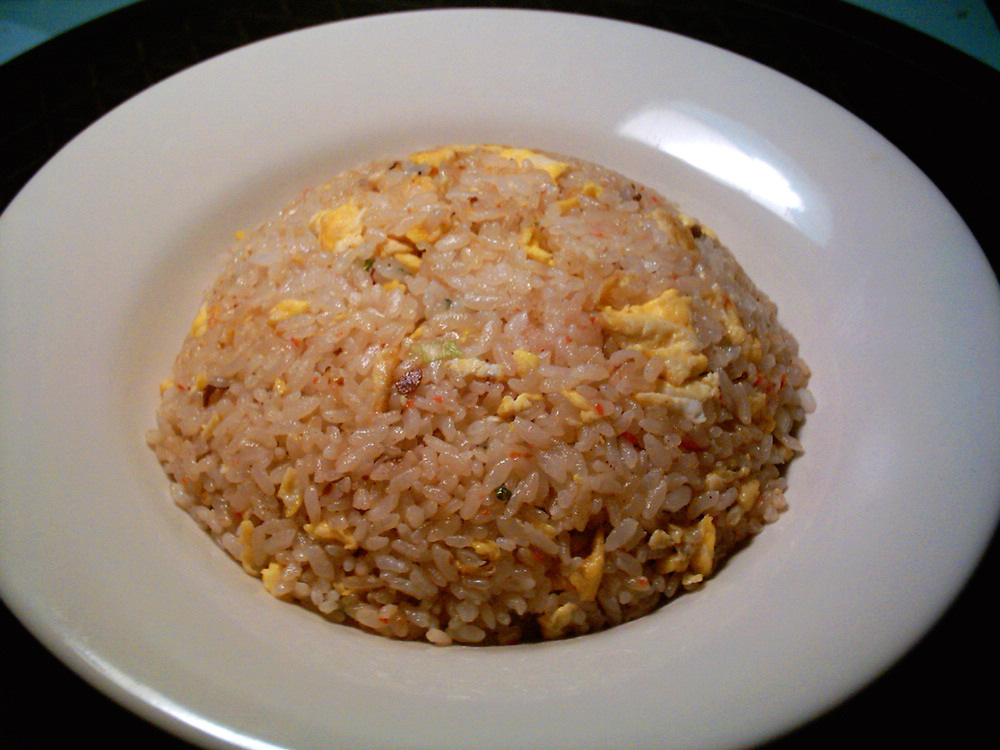
Plato con arroz frito en la cocina japonesa.

Los ingredientes empleados en la elaboración del arroz frito varían enormemente. Suelen incluir ingredientes tales como zanahorias, brotes de soja, apio, guisantes o tofu y otros ingredientes cárnicos como pollo, cerdo, camarones (gambas) y spam (o jamón york). Es cocinado a menudo en un wok e incluye aceite vegetal o grasa animal para evitar que se pegue, así como proporcionar sabor. Los pedacitos de huevo se añaden para dar color en muchos platos. La pimienta de chilli o las salsas picantes que proporcionan un ligero toque picante a este plato, a veces se ofrecen en un plato pequeño separado del arroz. Muchos cocineros sazonan el arroz frito con pimienta negra. La salsa de soja da al arroz frito su color además de un sabor salado. 
A menudo se incluyen cebollas y ajo bien picado, adición que agrega complejidad y textura. El arroz frito se sirve como acompañamiento a otro plato o, alternativamente, se puede considerar un plato en sí mismo.

### Presentación
Es muy popular adornarlo con chalotas fritas, algunas ramas de perejil, zanahorias ralladas con formas intrincadas o algún chile rebanado y puesto encima del arroz. Muchos establecimientos de comida en las calles de Asia sirven el arroz frito a la espera de que el cliente elija algún otro plato para agregarle.

## Variantes regionales
El arroz frito es un plato muy común en los restaurantes estadounidenses que ofrecen cocina sino-estadounidense, especialmente en aquellos comercios orientalizados que venden comida rápida. La forma más común es un arroz frito básico, a menudo con alguna mezcla de huevo, cebolleta (cebollino o cebolla de verdeo), y los ingredientes son carne picada (generalmente cerdo o pollo, a veces carne de vaca o incluso camarón) agregada según la discreción del cliente. 
El arroz frito también se ve en otros restaurantes asiáticos estadounidenses, incluso en las cocinas donde no hay tradición nativa del plato.
- Arroz frito americano: es la versión tailandesa/malaya del plato con ingredientes americanos (como guarniciones) tales como el pollo frito, jamón, salchichas, pasas, salsa de tomate y croûton.
- Arroz frito de Fujian: es un plato cantonés (en realidad no es de Fujian) del arroz frito servido generalmente “húmedo”, con la salsa encima.
- Arroz frito al estilo de Singapur: se trata de un arroz frito (que no es de Singapur). Es en realidad un plato cantonés de arroz frito con polvo de curry amarillo. Resulta irónico que el arroz frito que se sirve en Singapur se denomina gamut de Yangchow al estilo de Fukkien, no haciéndose mención al apelativo de "estilo de Singapur".
- Arroz frito de Yangchow (o Yangzhou) (o más comúnmente arroz frito especial): es un plato de arroz frito (sin relación alguna con Yangzhou) que consiste en porciones abundantes de camarón junto con trozos de cerdo asado en barbacoa.
- Arroz frito Yuanyang: consiste en un plato de arroz rematado con dos diversos tipos de salsa, típicamente una salsa blanca salada en una mitad, y una salsa de tomate roja en la otra. Otra versión más elaborada utiliza la salsa de decoración para hacer el símbolo del taichi.
- Arroz frito tailandés: el sabor de esta versión es radicalmente diferente del arroz frito común, y proviene de varios condimentos no encontrados en arroz frito chino, pues emplea además arroz jazmín.
- Nasi Goreng: es una versión malaya del arroz frito. La diferencia principal comparada con el arroz frito es que está cocinada con la salsa de soja dulce (kecap manis). Es acompañada a menudo por ingredientes adicionales, tales como huevo frito, pollo, satay fritos o keropok.
- Arroz chaufa: versión peruana debida a la influencia de inmigrantes chinos, de quienes nace la cocina chifa, de la que es uno de los platos más representativos. La primera referencia escrita que se ha encontrado es una receta publicada en la revista «Oriental» en el año 1935.[1] El origen del nombre proviene del (en chino simplificado, 炒饭; en chino tradicional, 炒飯; pinyin, chǎofàn) que significa «arroz frito».[1][2] La persona especializada en la elaboración del arroz chaufa recibe el nombre de «chaufero».[1] Uno de sus elementos básicos, además del arroz, es la cebollita china. Hay distintas variedades del arroz chaufa, dependiendo de las carnes que se le añaden o del acompañamiento: chaufa de pollo, de carne de res, combinado de arroz chaufa con tallarín saltado, de chancho, aeropuerto, salvaje, de pato, de charqui, de cecina selvática, de langostinos, de mariscos,[3] con pescado,[4] de caimán, lagarto,[5] chaufa especial, entre otros. En otros casos, se ha adaptado la receta a los productos locales cambiando el arroz por otros granos como el chaufa de quinua o el de trigo.[6] El plato se acompaña con sillao y/o crema de ají.[1] Cuando se combina con tallarín saltado en un solo plato servido de forma generosa se le denomina «aeropuerto».[7]

### Galería

#### Arroces asiáticos

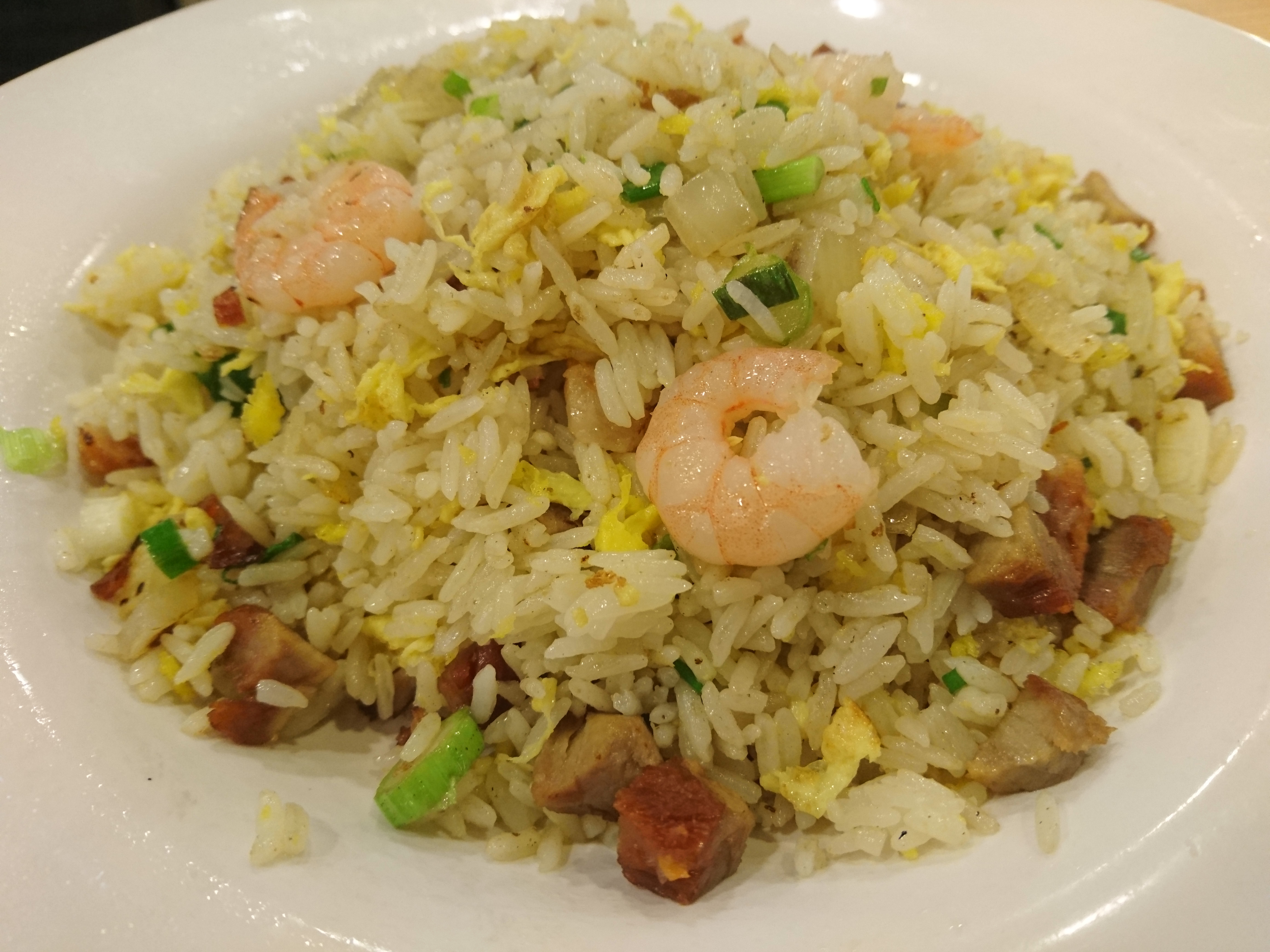
Yángzhōu chǎofàn, el arroz frito chino más popular.
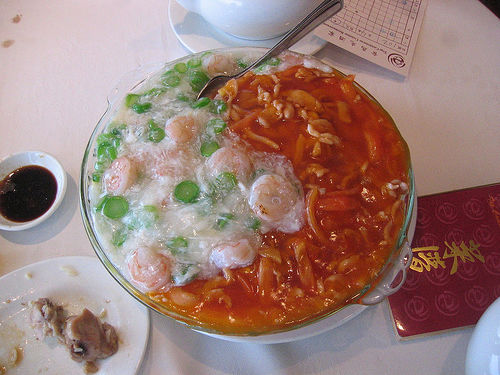
Jyun joeng caau faan, arroz frito "patos mandarines" estilo Hong Kong.
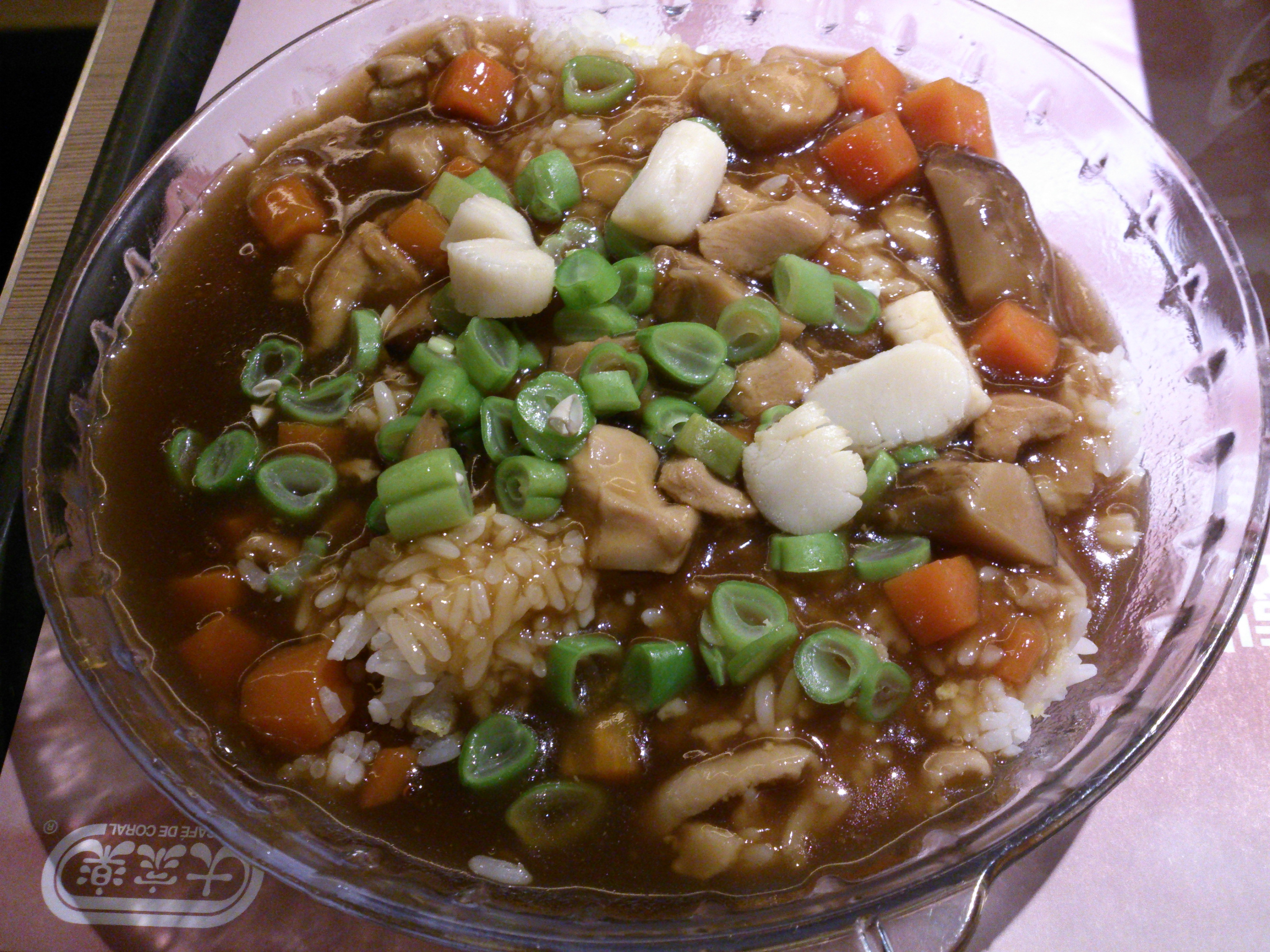
Fuk gin caau faan, arroz frito Hokkien.
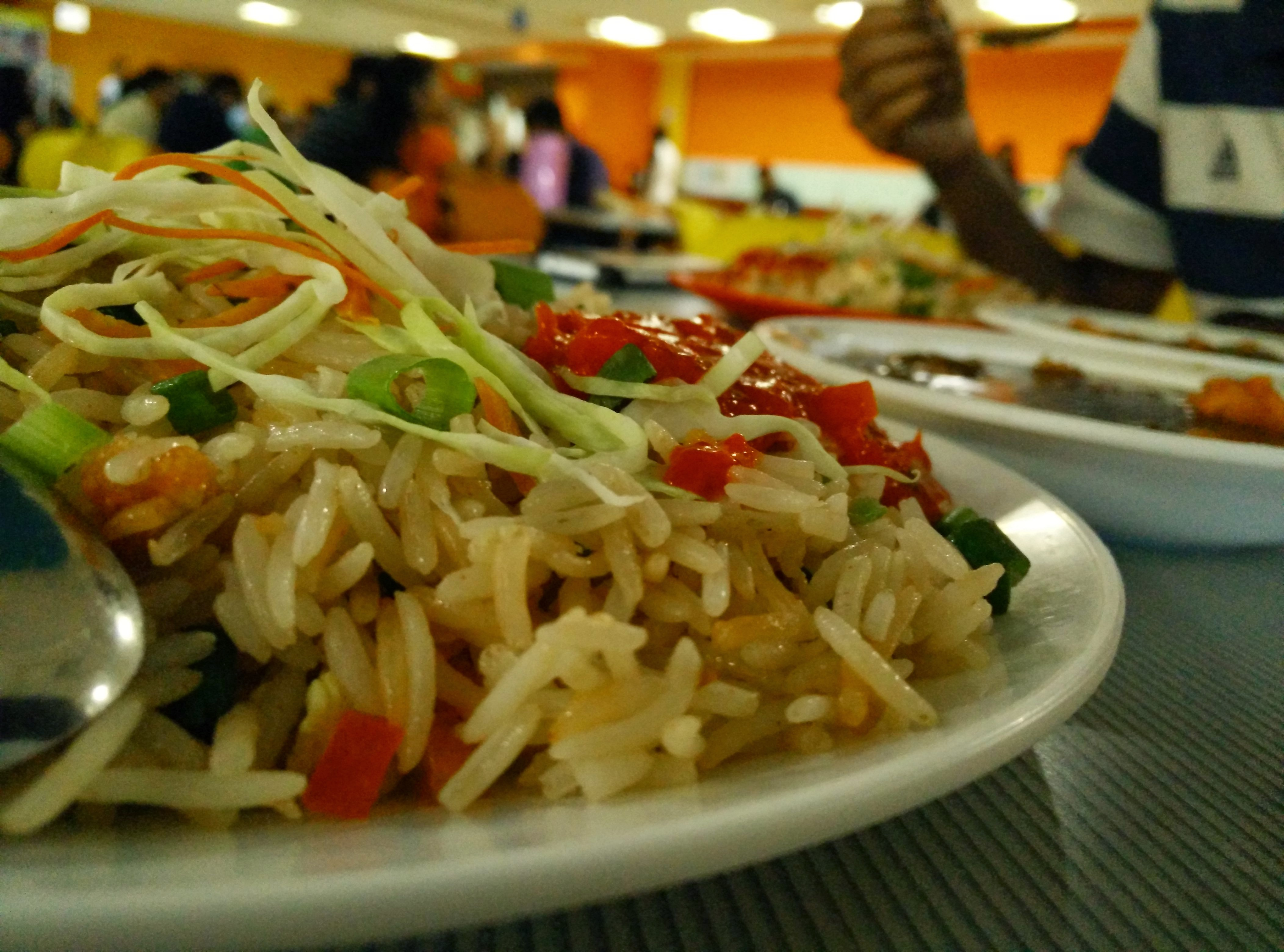
Arroz frito estilo Sichuan.
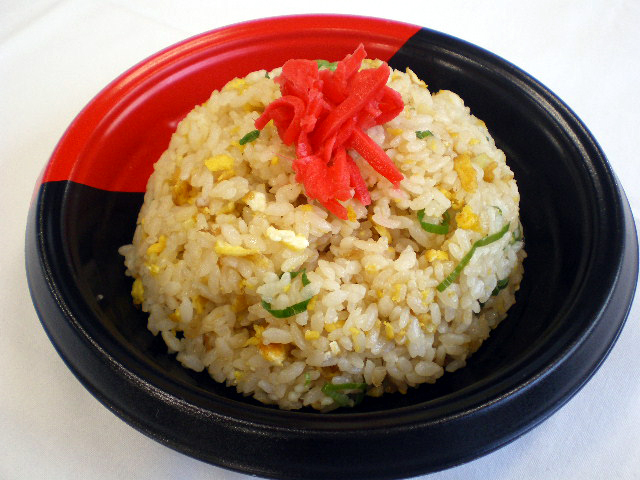
Chāhan, arroz frito de la cocina sino-japonesa.
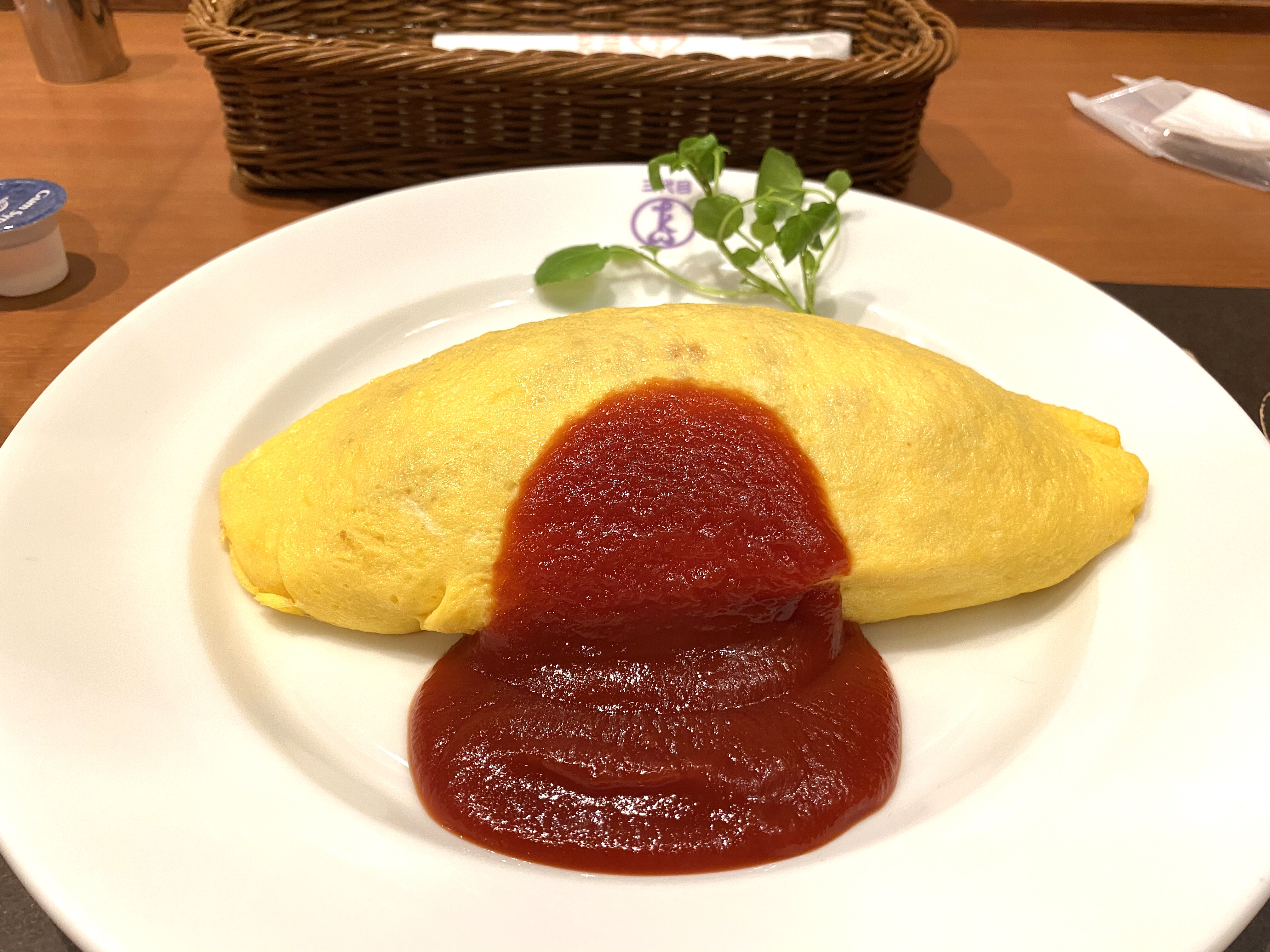
Omurice (arroz omelette japonés) con arroz frito en su interior.
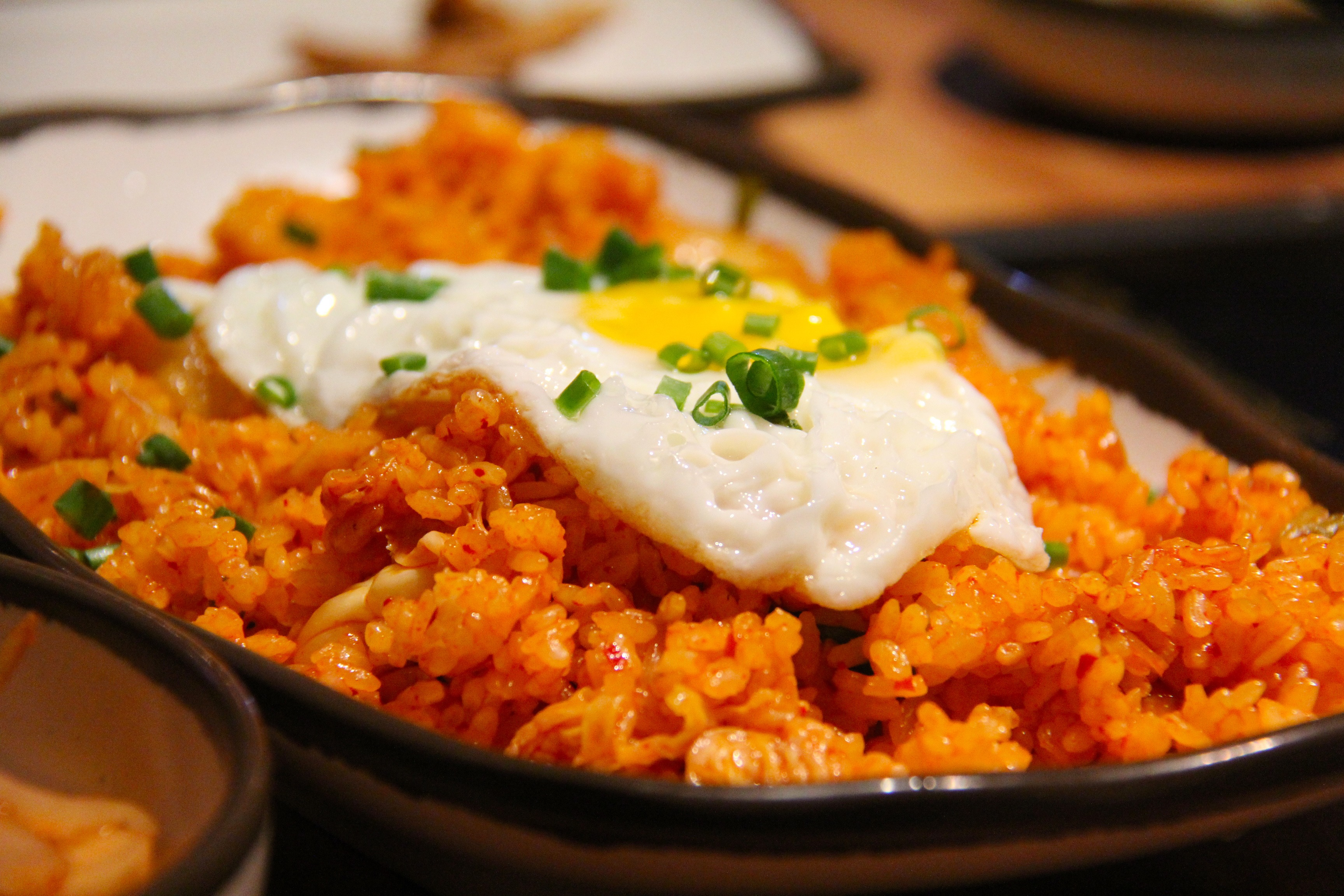
Kimchi-bokkeum-bap, el arroz frito coreano más popular.
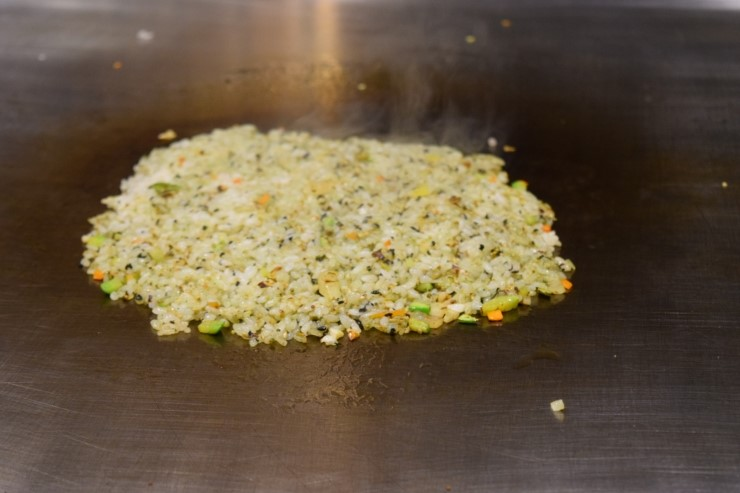
Cheolpan-bokkeum-bap en plancha de hierro.
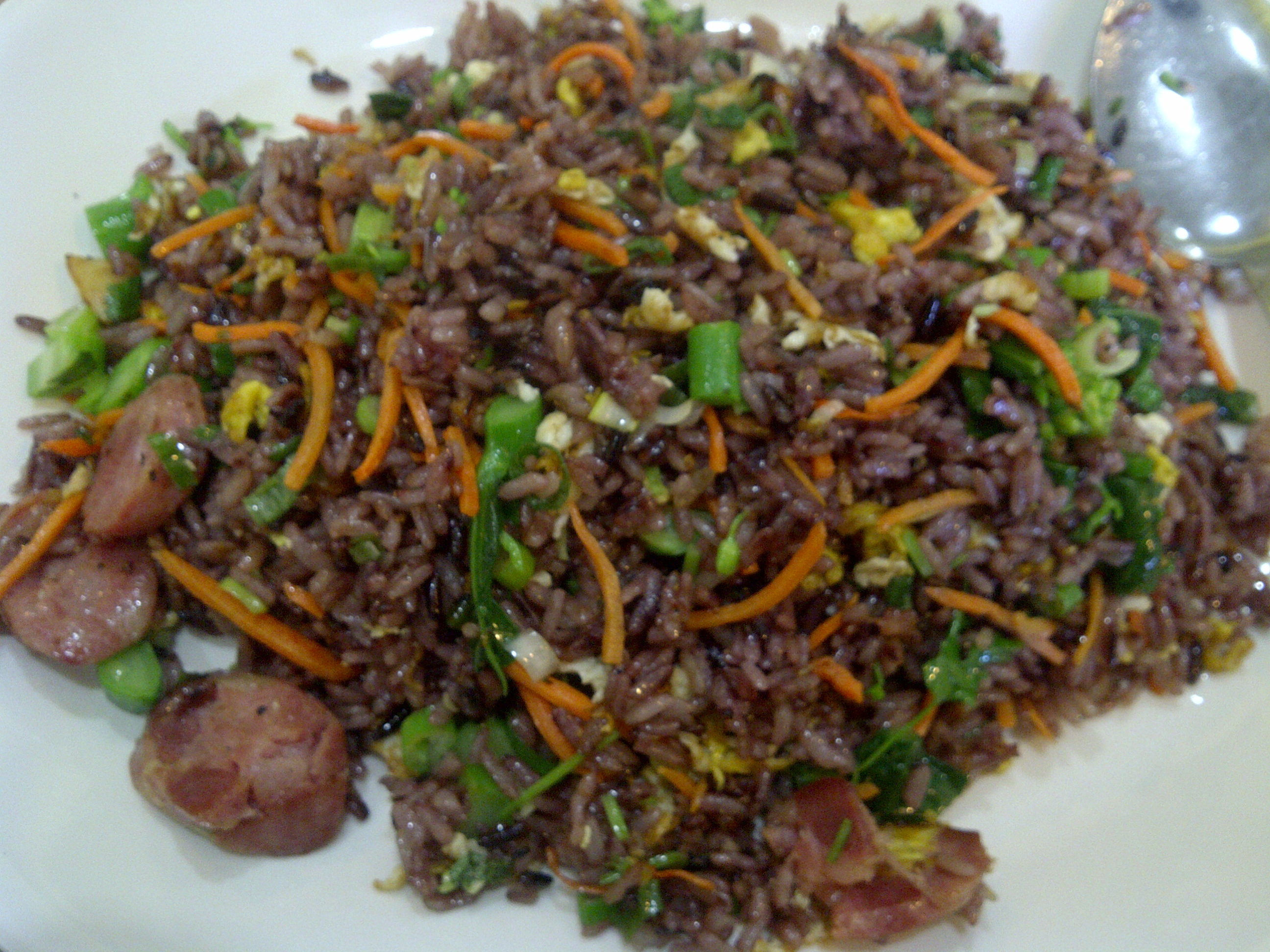
Arroz frito taiwanés.
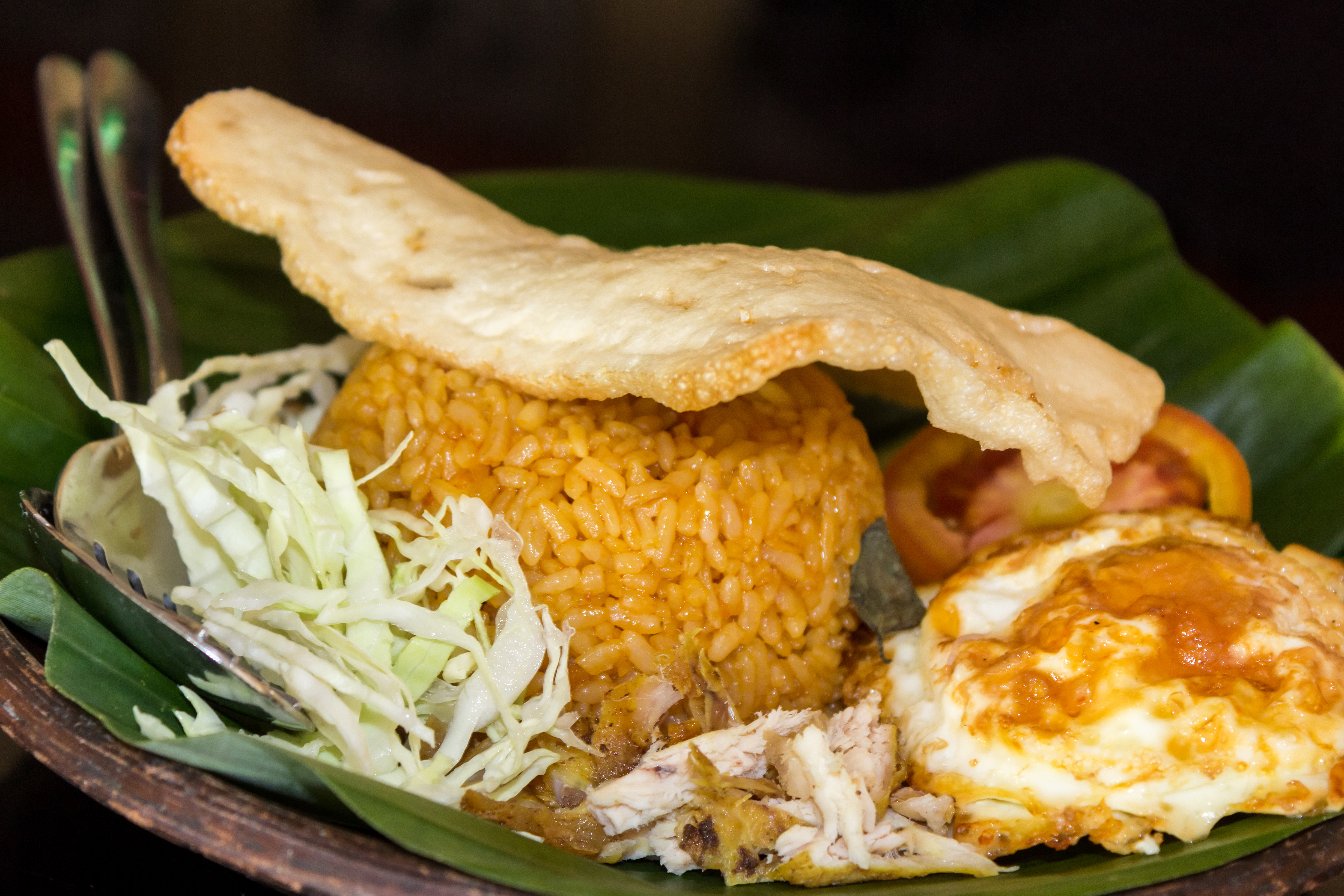
Nasi goreng indonesio con pollo, huevo frito, raíces chinas y vegetales.
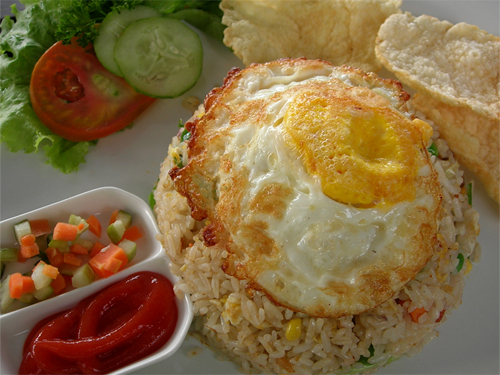
Nasi goreng con pescado salado y huevo.
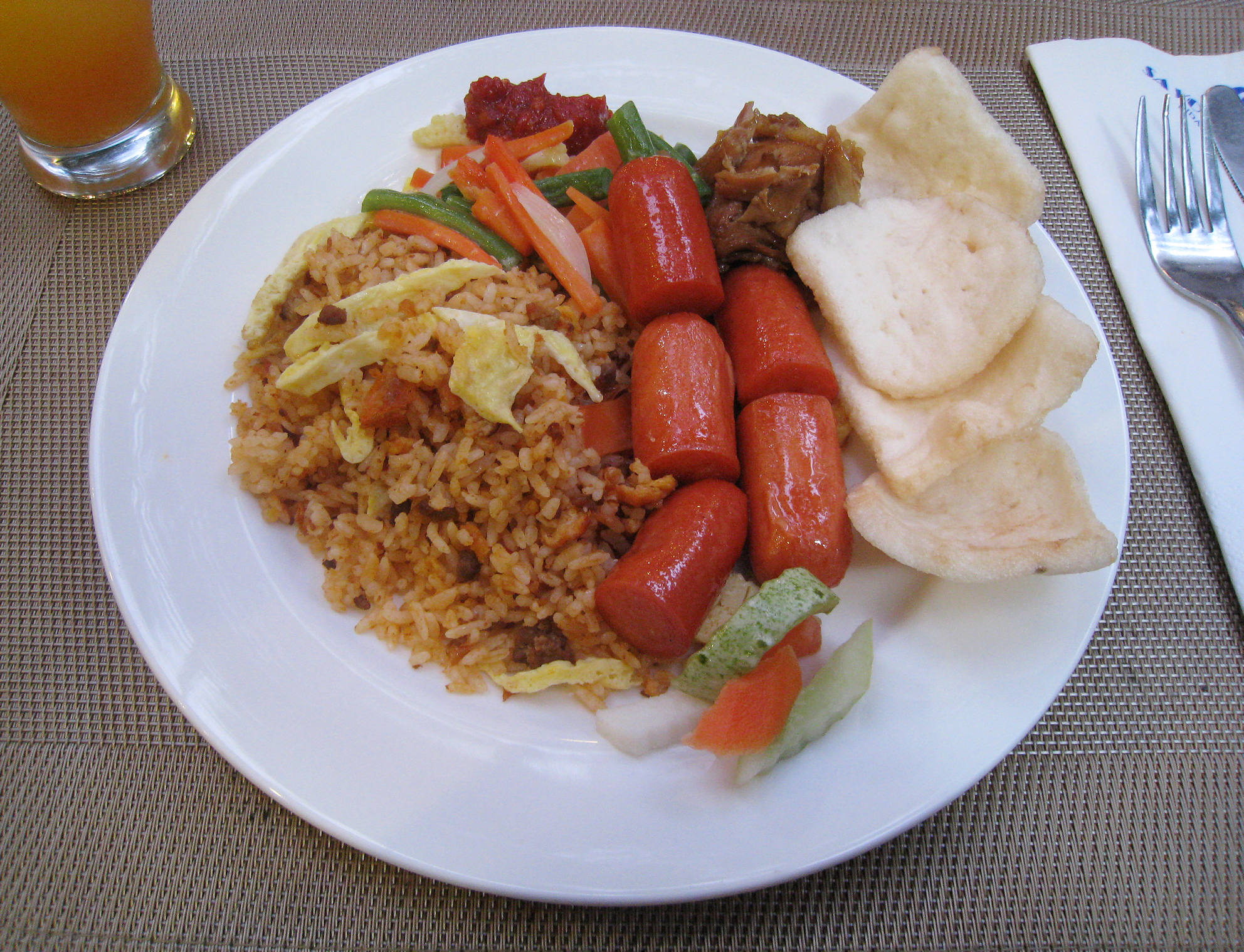
Nasi goreng istimewa, arroz frito especial.
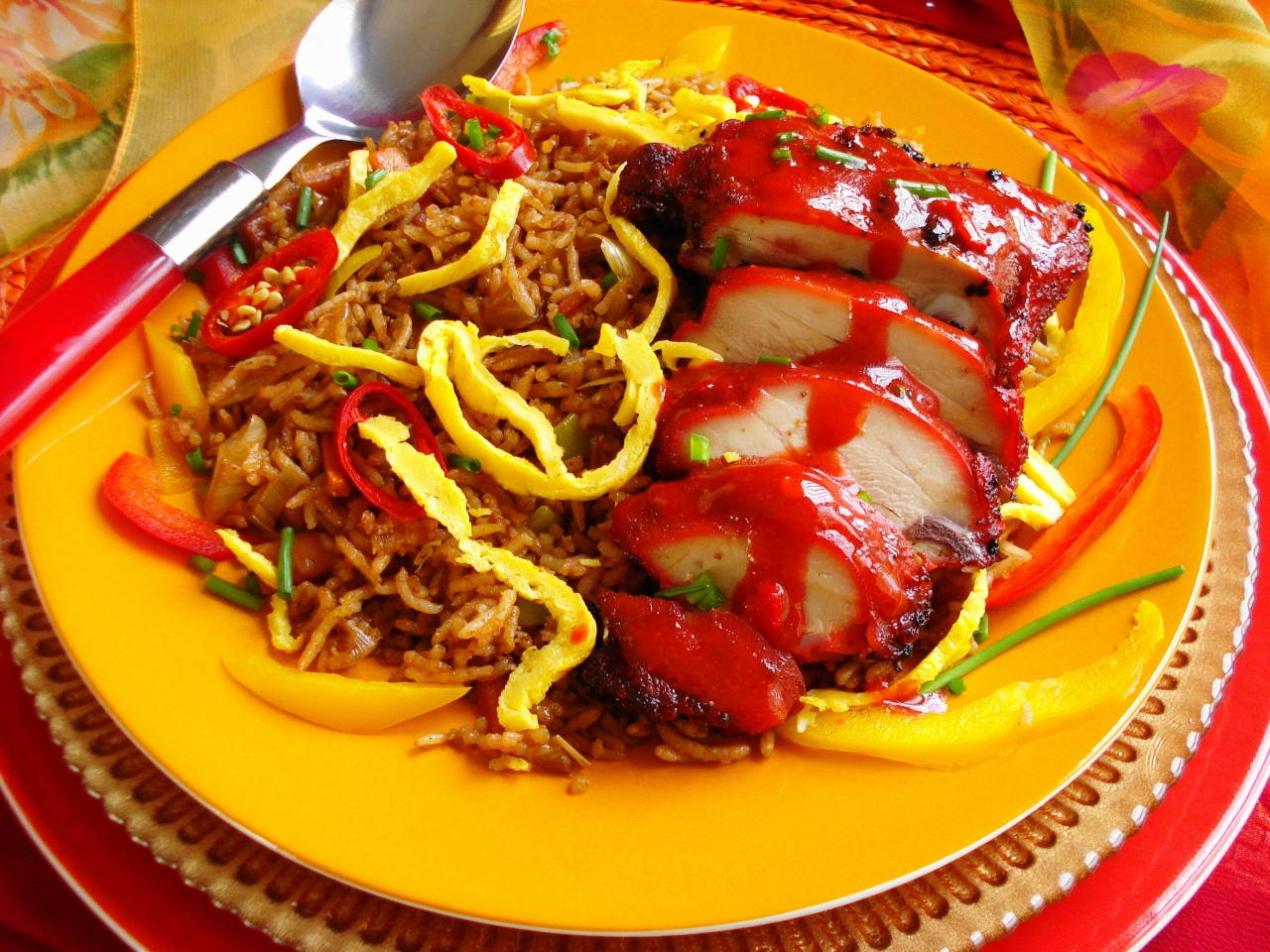
Nasi goreng javanés-surinamés en Holanda.
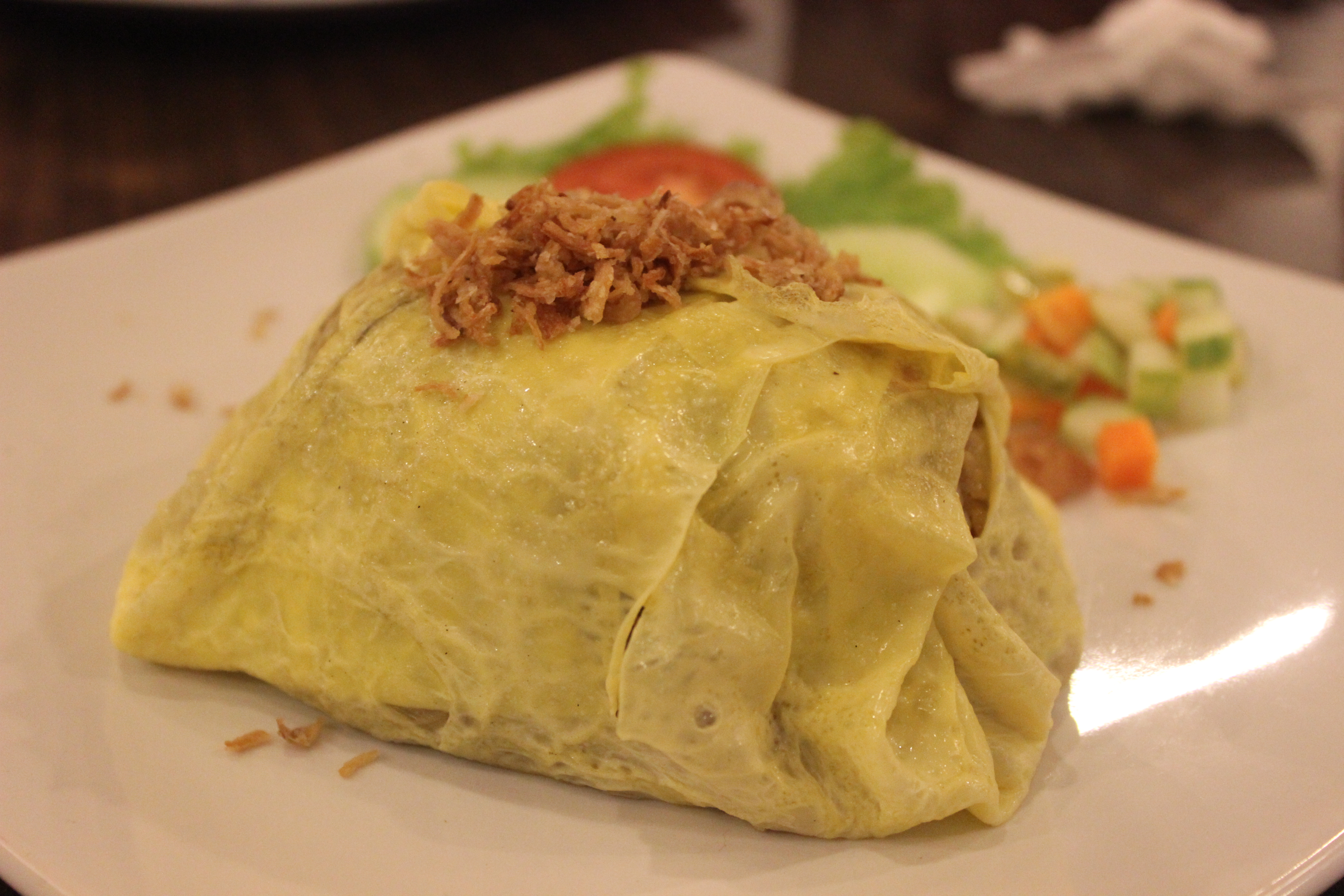
Nasi goreng pattaya, arroz omelette malayo.
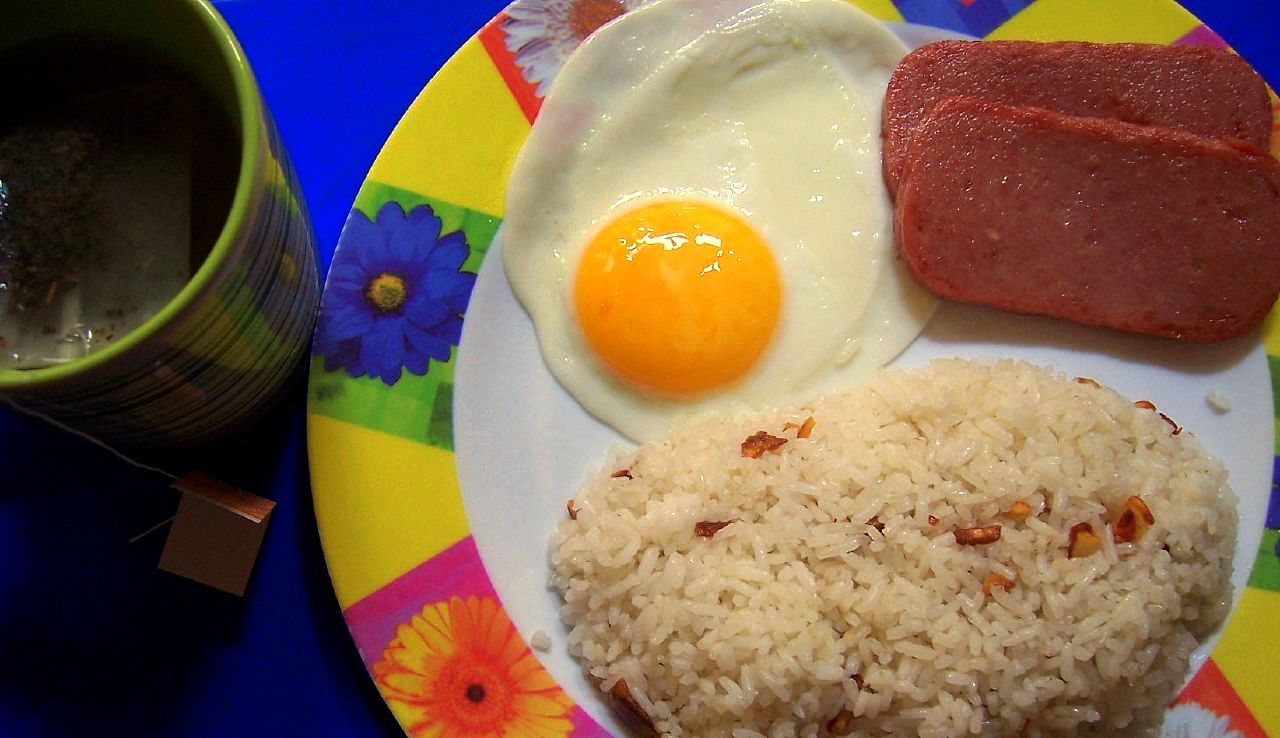
Sinangag, arroz frito filipino con jamonilla y huevo frito.
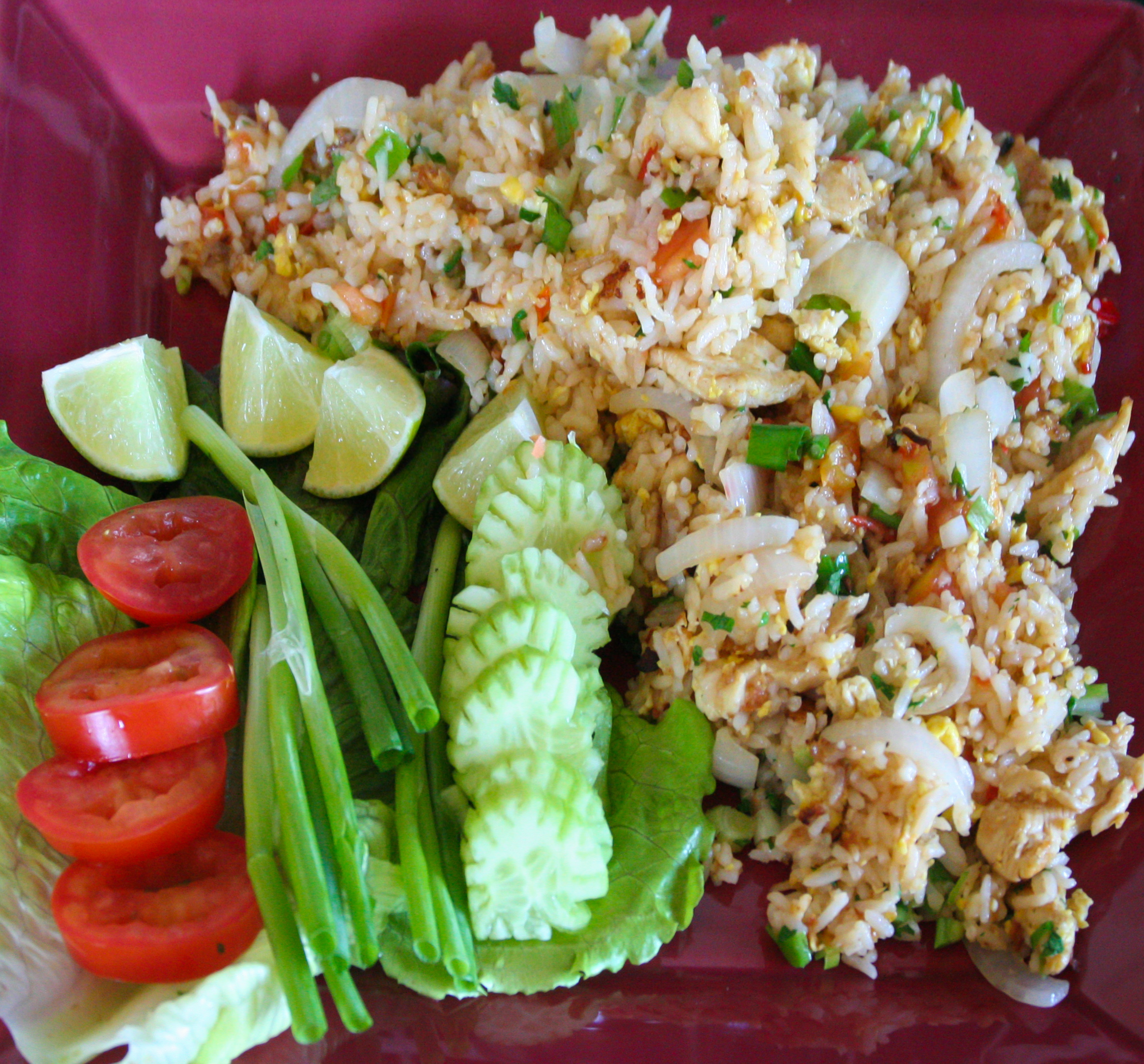
Khao phat, arroz frito thai.
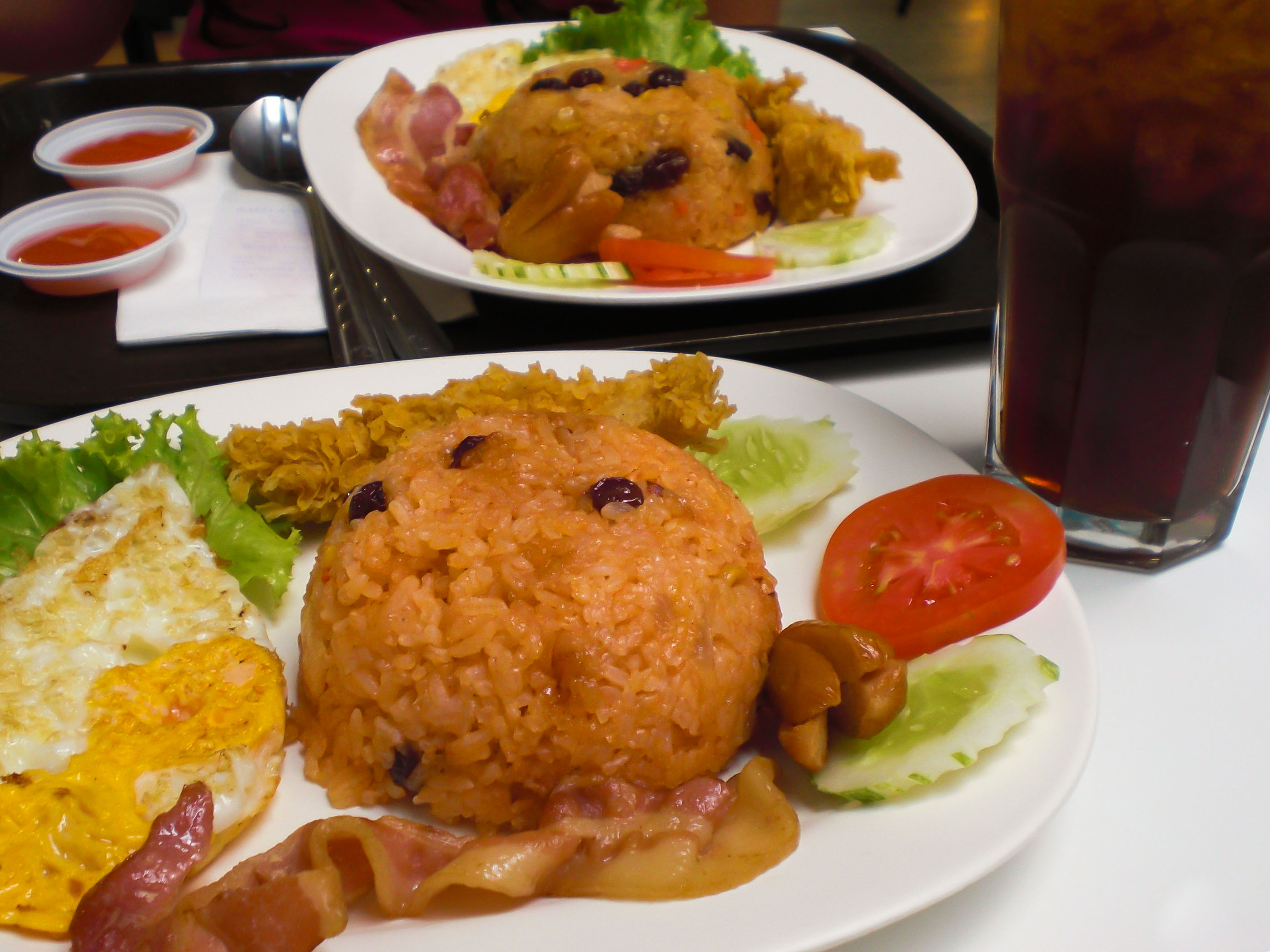
Khao phat amerikan, arroz frito americano.
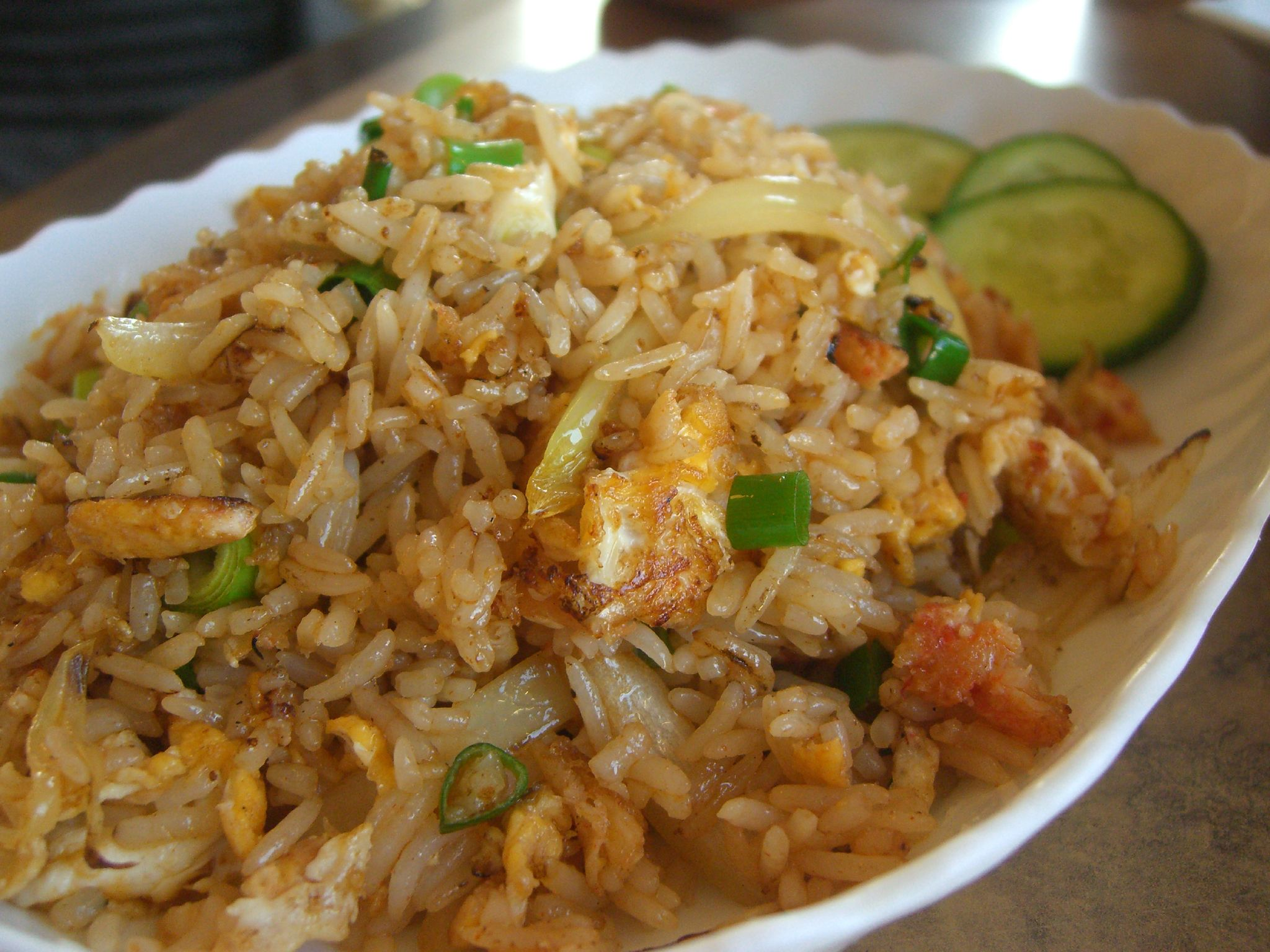
Khao phat pu, arroz frito thai con carne de cangrejo.
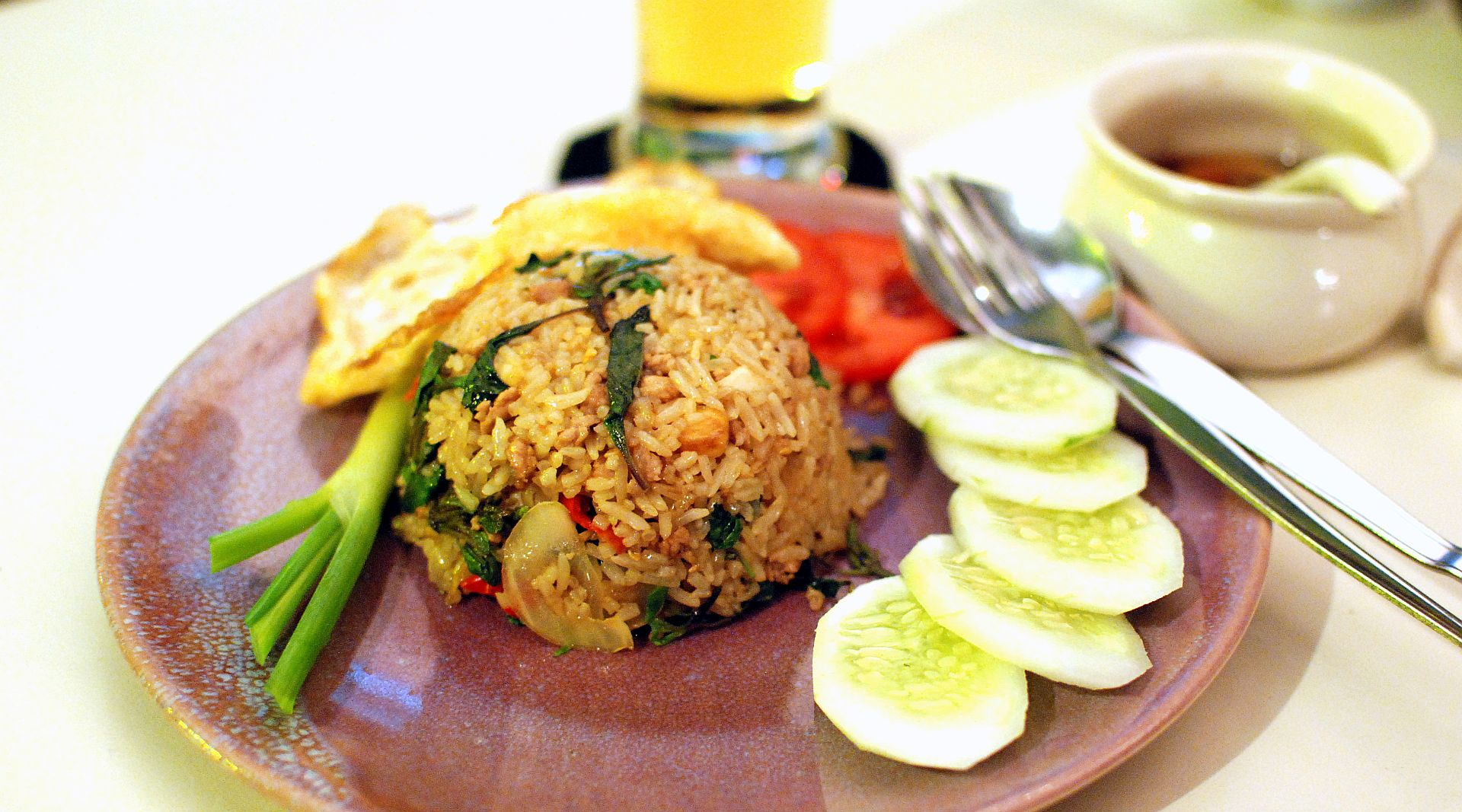
Khao phat kaphrao, arroz frito thai con tulsí
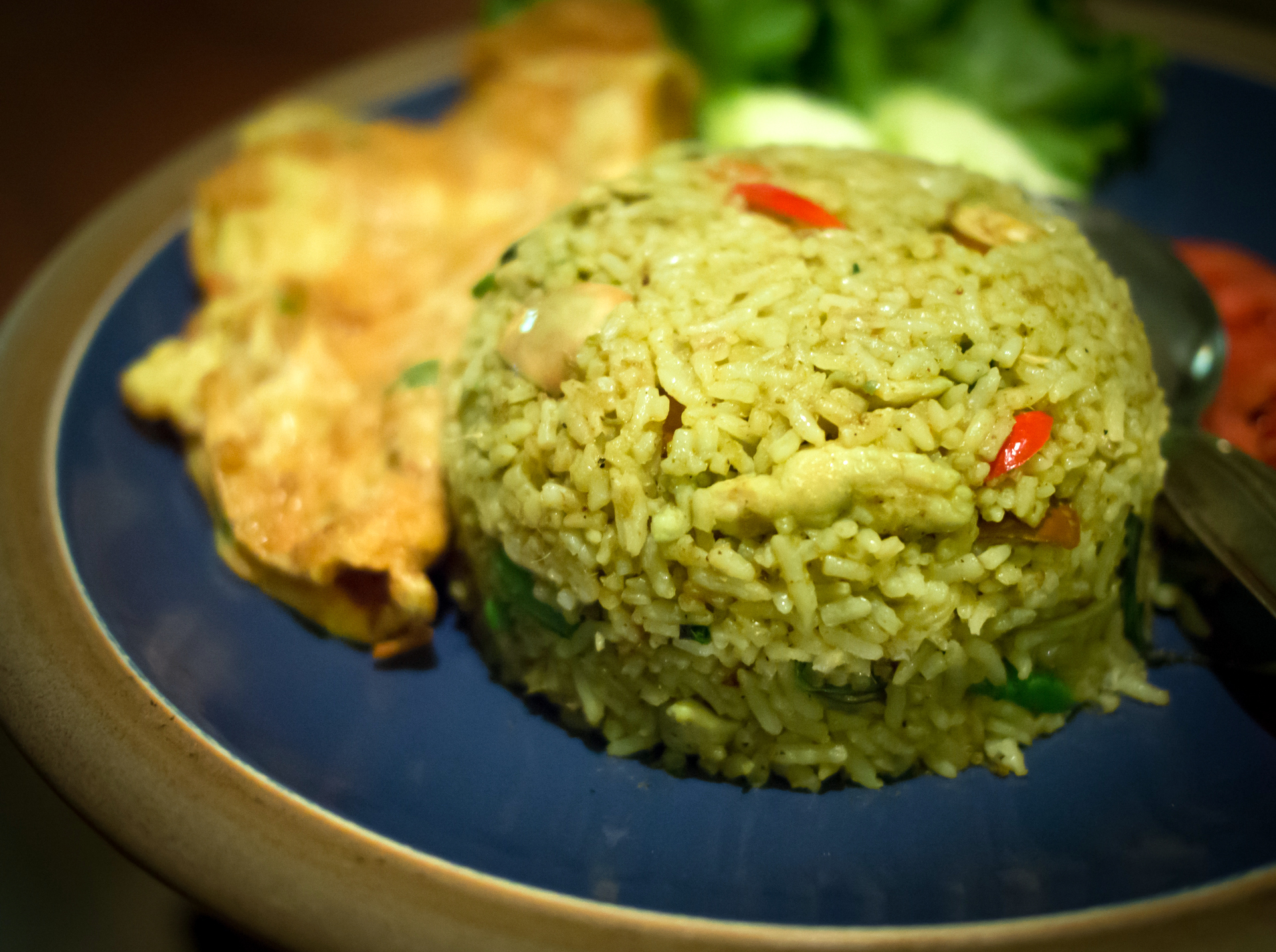
Khao phat kaeng khiao wan, arroz frito verde al curry.

#### Arroces americanos

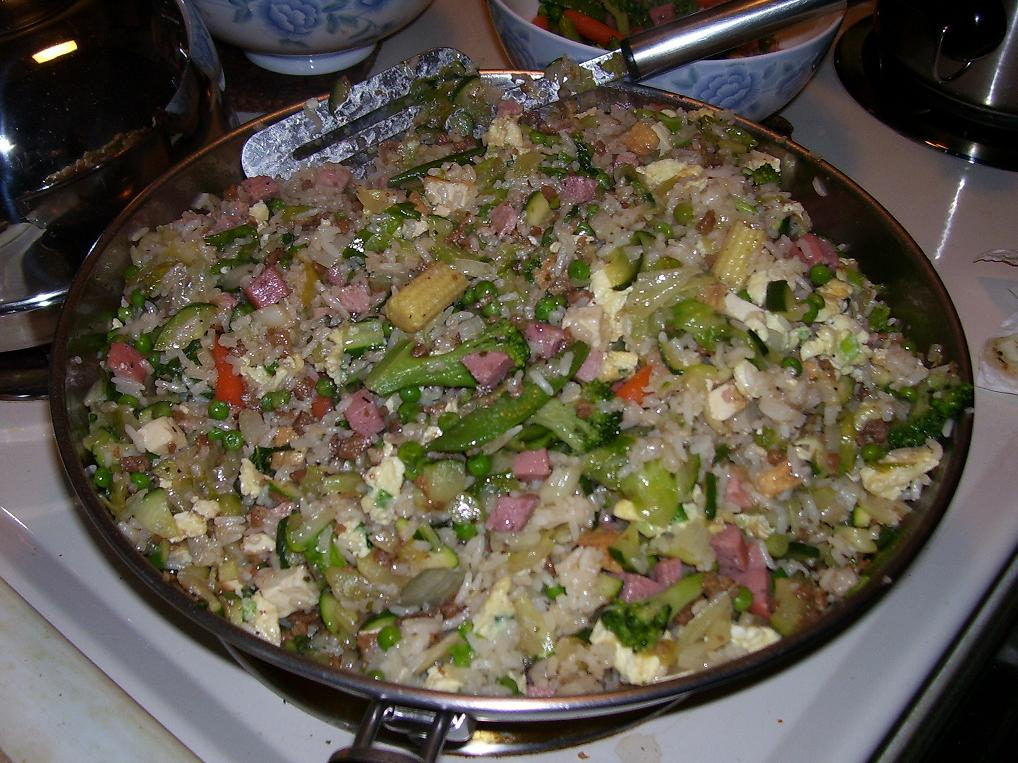
Arroz frito sino-cubano.
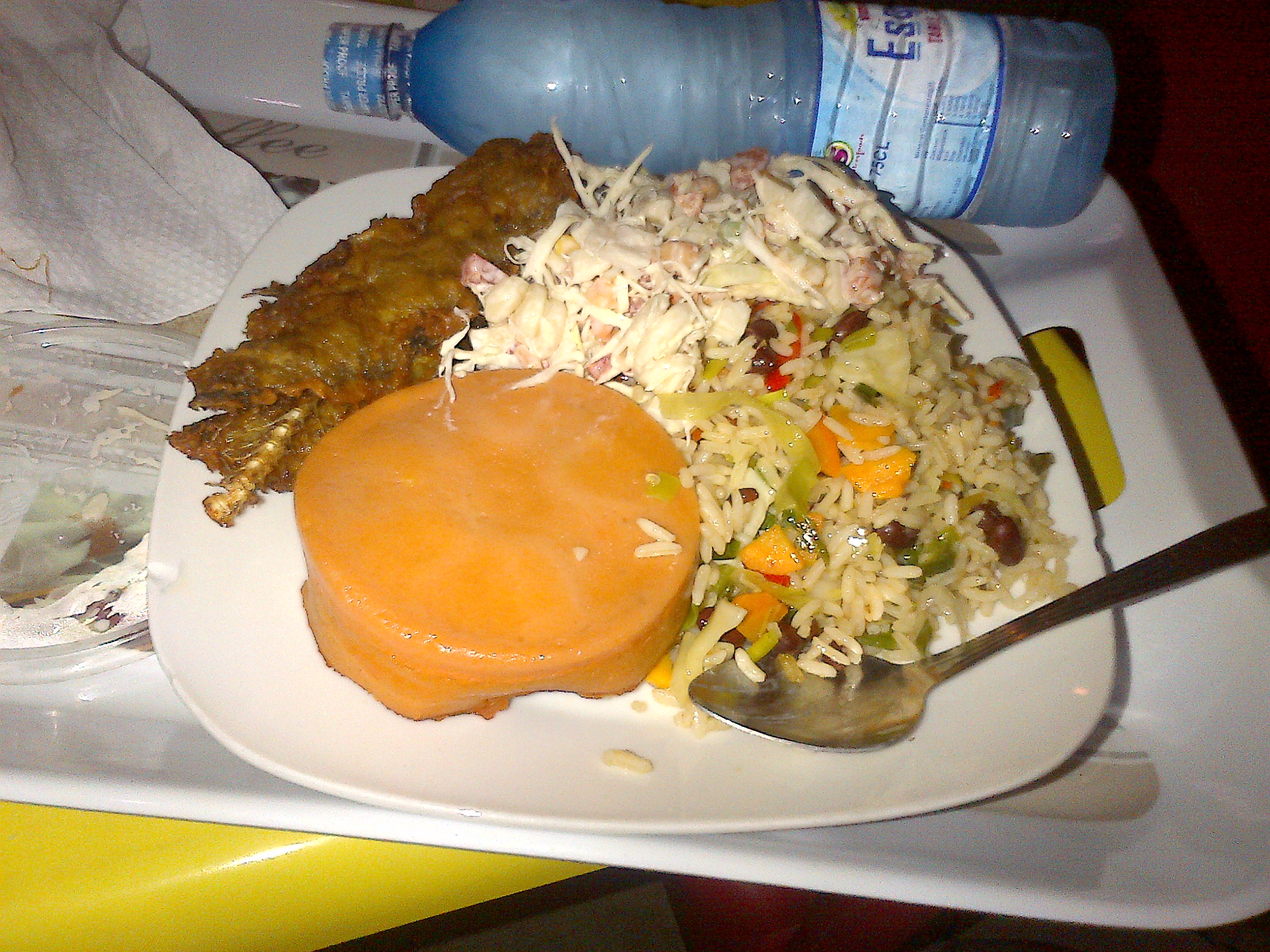
Arroz frito jamaicano con pescado, ensalada y pudín de fríjoles hervidos.
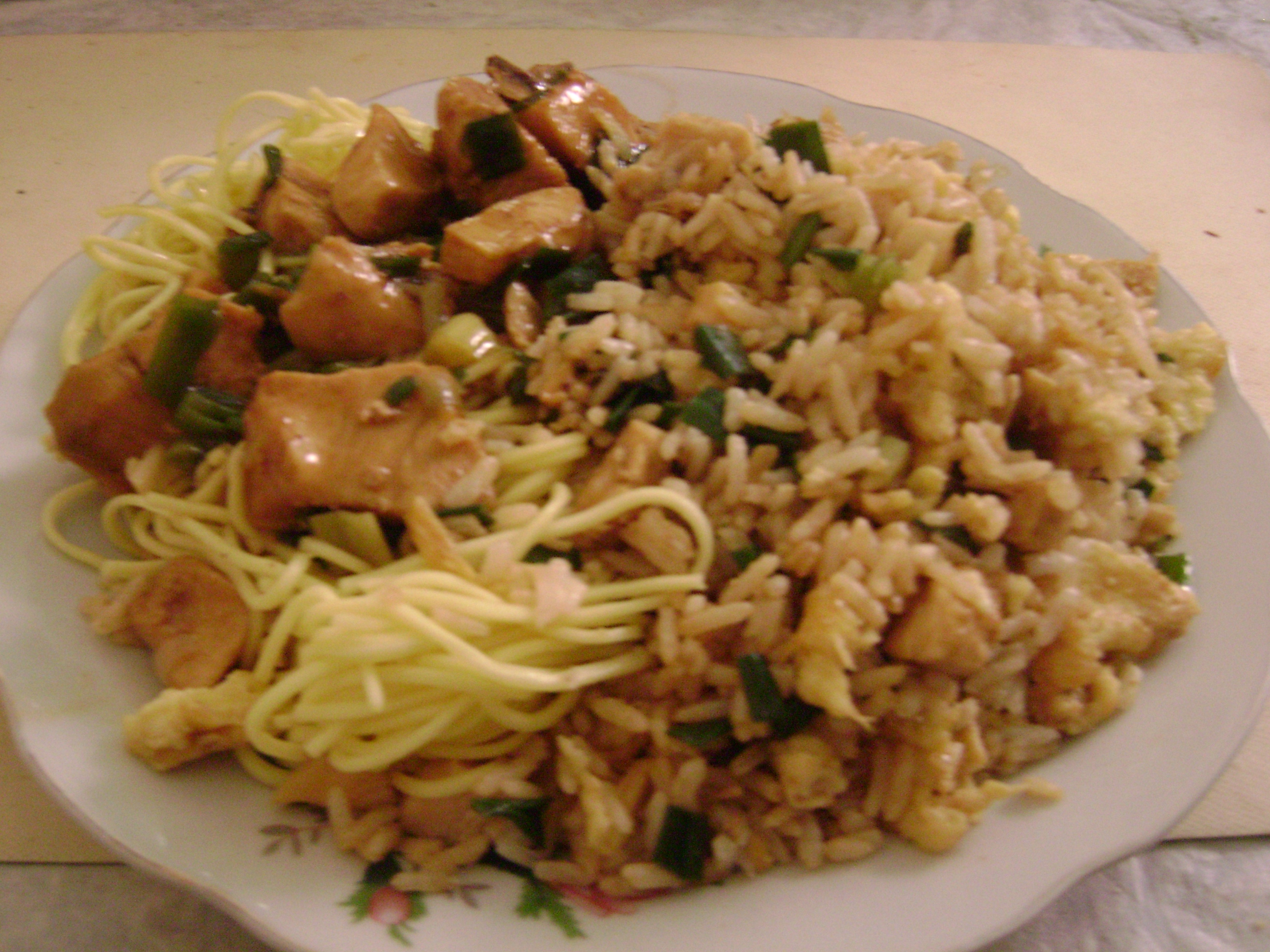
Arroz chaufa con tallarín saltado.
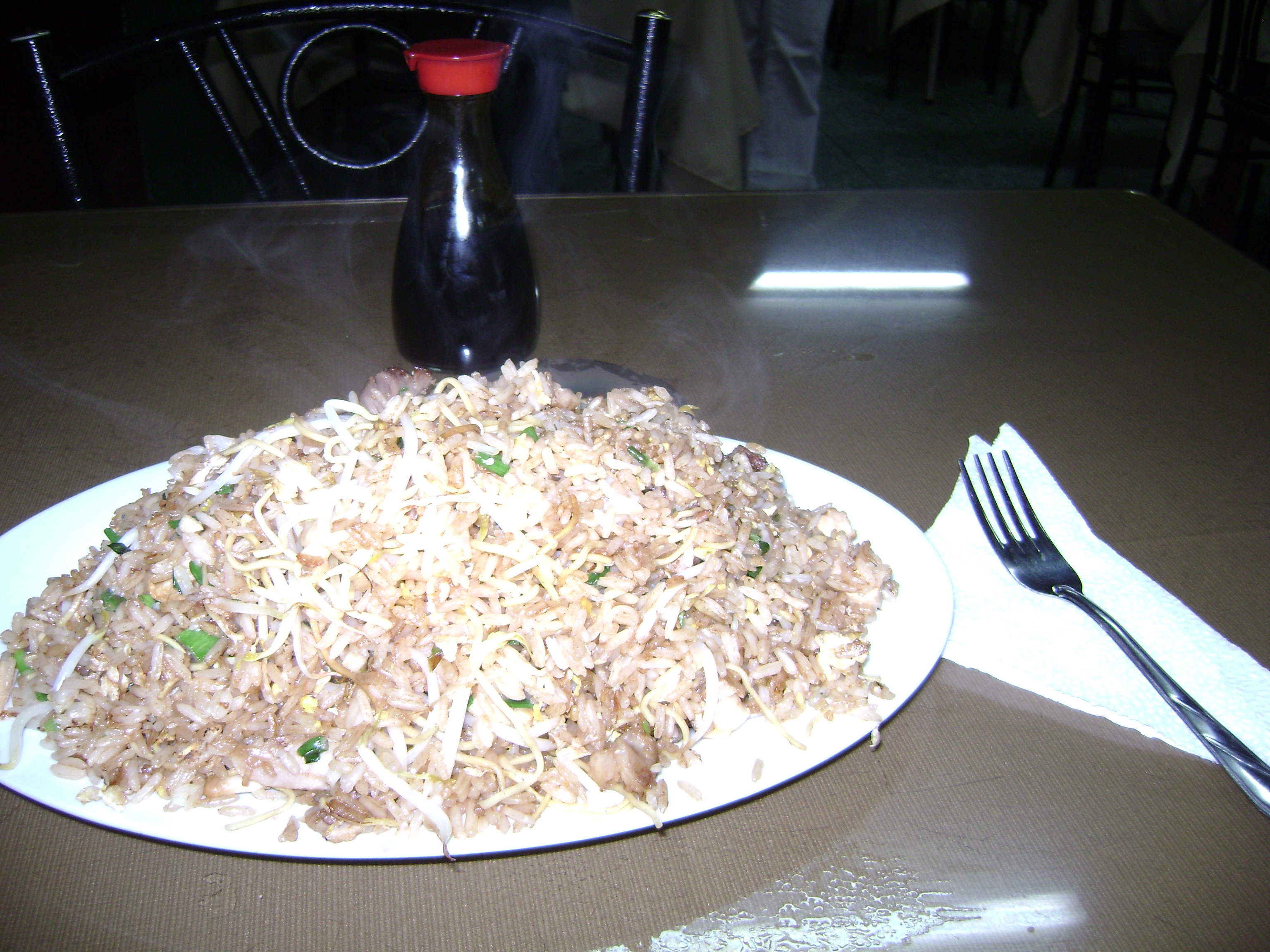
Aeropuerto, plato que utiliza el arroz chaufa como base.
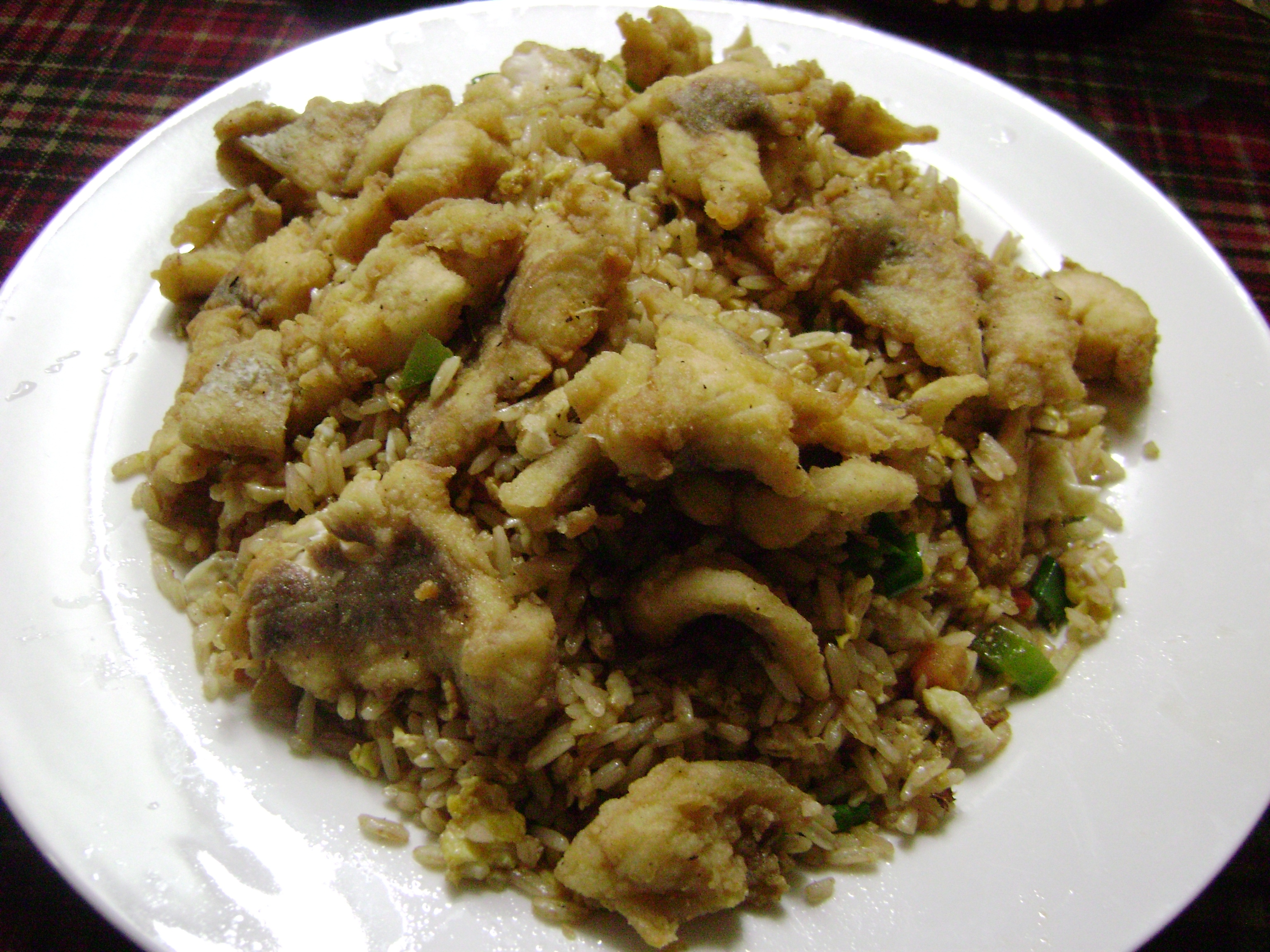
Arroz chaufa de trucha. Huari, Ancash, Perú.
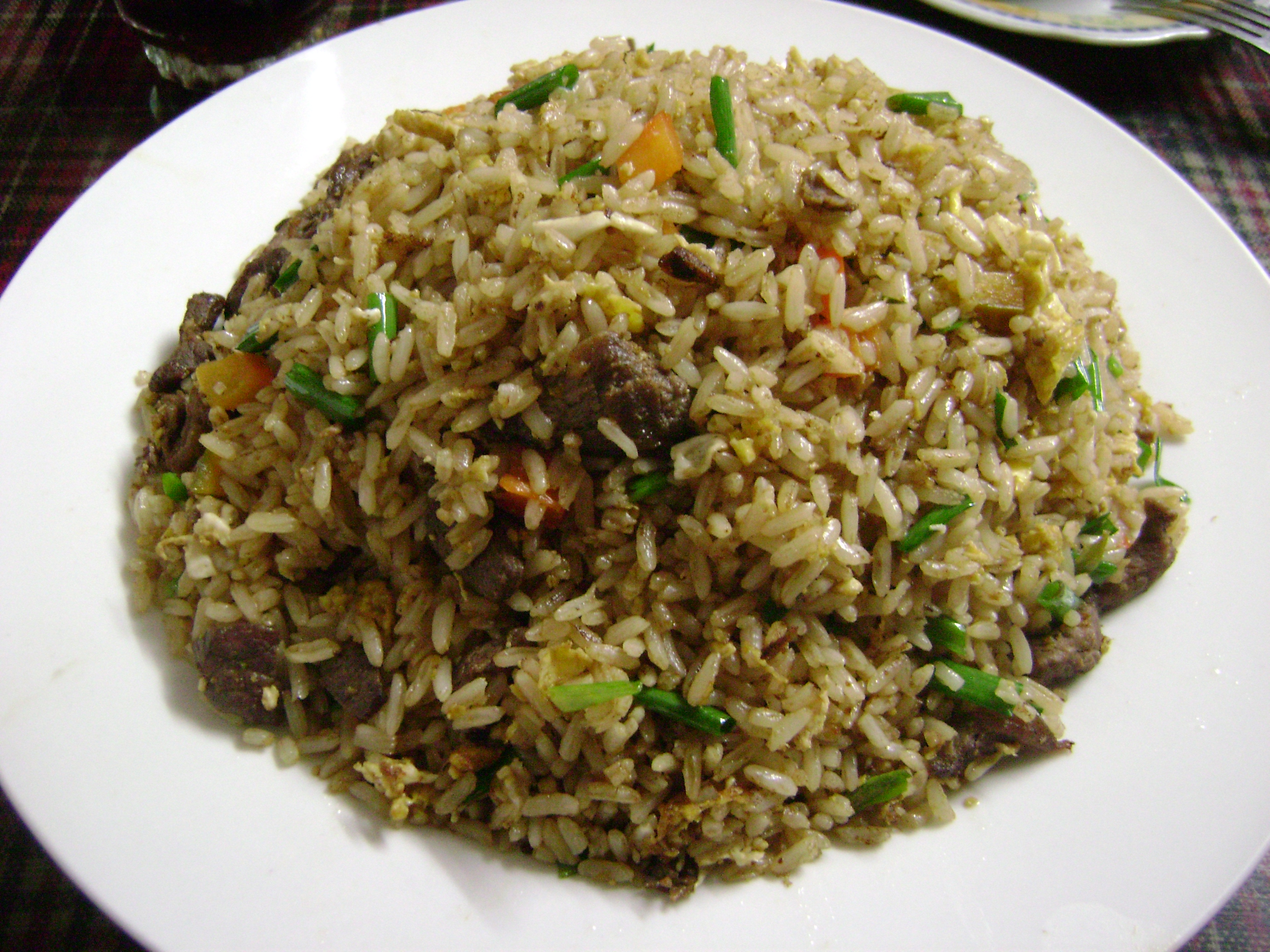
Arroz chaufa de carne de res. Huari, Ancash, Perú.
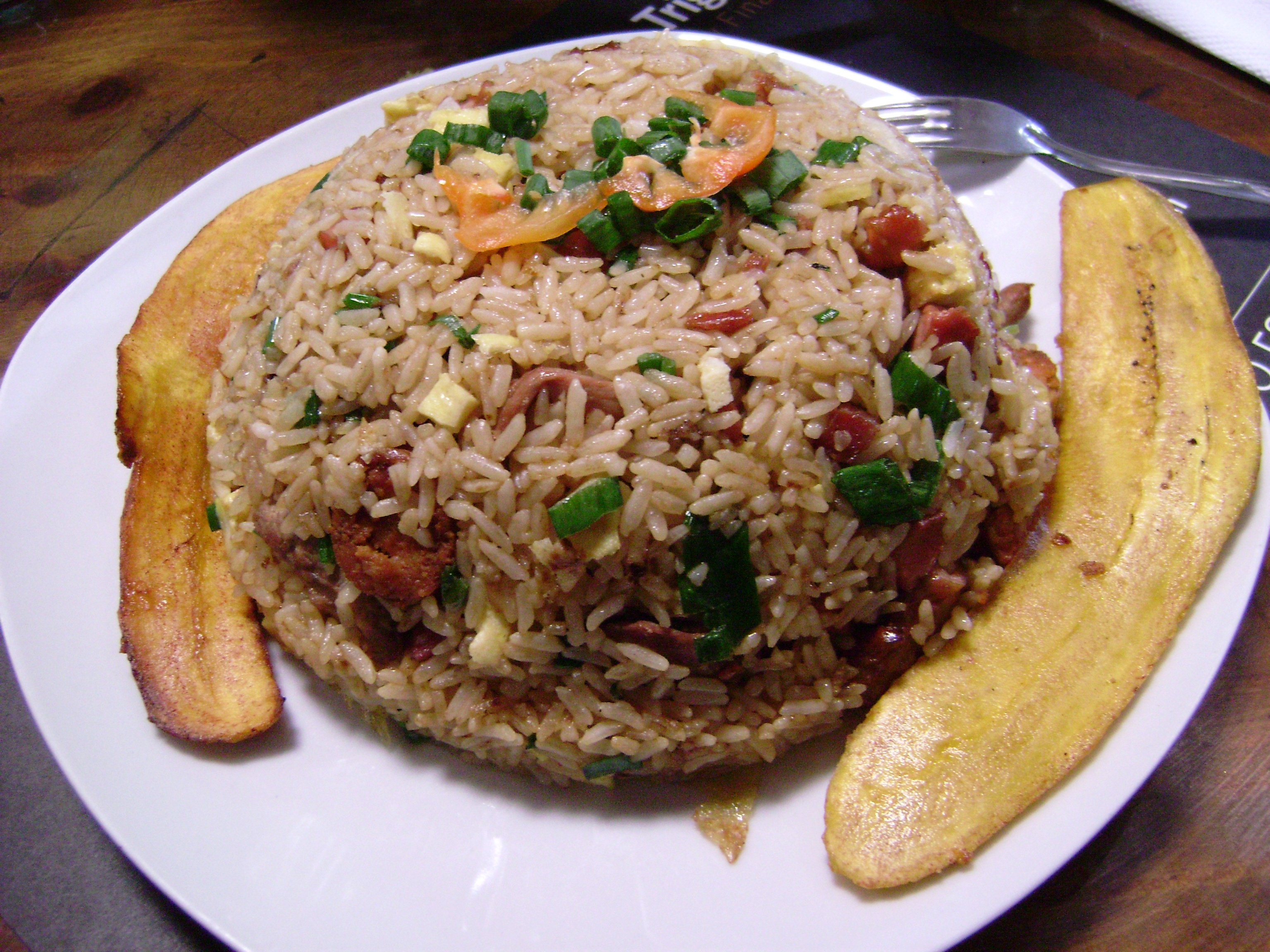
Arroz chaufa salvaje, estilo de la selva, con carne de venado, cecina y chorizo. Lima, Perú.